# Kapelica sv. Barbare u Vrapču
Kapelica sv. Barbare katolička je kapelica koja se nalazi u zagrebačkoj četvrti Podsused - Vrapče u neposrednoj blizini župne crkve sv. Barbare djevice i mučenice. Izgrađena 1999. godine, a u njoj se nalazi kip iz 1850. godine. U prosincu 1999. godine novu kapelicu i obnovljeni kip blagoslovio je zagrebački pomoćni biskup Josip Mrzljak.

## Povijest kipa
Kapela je izgrađena na početku vrapčanske Kalvarije, a u njoj se nalazi obnovljeni kip sv. Barbare. Kip visine jednog metra 1850. godine je bio postavljen uz cestu blizu raskršća Ilice i Vrapčanske ulice. Krajem Drugoga svjetskog rata kip je bio razbijen te se raspao na četriri dijela. Ostaci kipa preneseni su u župnu crkvu sv. Barbare te su spremljeni u zvonik uz vrata za kor. Prilikom obnove crkve 1964. godine, da se izbjegne bacanje razbijenog kipa, djelovi su zakopani u cintoru ispred kipa Presvetog Trojstva.
Godine 1999. kip je iskopan i restauriran, te je za njega podignuta kapelica.

## Galerija
- Bočno pročelje